# Pulsión parcial
Según Sigmund Freud, Pulsión parcial hace referencia a

Se designan con éste término los elementos últimos a los que llega el psicoanálisis en el análisis de la sexualidad. Cada uno de estos elementos viene especificado por una fuente (por ejemplo, pulsión oral, pulsión anal) y un fin (por ejemplo, pulsión de ver, pulsión de apoderamiento).
La palabra «parcial» no significa solamente que las pulsiones parciales constituyan especies pertenecientes a la clase de la pulsión sexual en general; debe tomarse sobre todo en un sentido genético y estructural: las pulsiones parciales funcionan al principio independientemente y tienden a unirse en las diferentes organizaciones libidinales.